# Quand le clairon sonnera
Pour les articles homonymes, voir Clairon (homonymie) et The Last Command.
Pour plus de détails, voir Fiche technique et Distribution.
Quand le clairon sonnera (The Last Command) est un film américain de Frank Lloyd, sorti en 1955.
Le film parle des quelques jours avant et pendant le siège de Fort Alamo par les troupes du général Santa Anna.

## Synopsis
En 1835, Jim Bowie découvre des différends entre le gouvernement mexicain et les immigrants américains qui se sont installés au Texas. Des dizaines d’Américains, dont Stephen F. Austin, ont été arrêtés pour avoir soi-disant déclenché des rébellions contre le gouverneur mexicain Juan Almonte et les garnisons mexicaines à travers le Texas. Bowie assiste à une réunion des mécontents texans, écoute leurs arguments mais les exhorte au calme et à la patience. Plusieurs Texans critiquent Bowie en lui disant qu’il n’est pas seulement un grand propriétaire terrien, mais qu’il est marié à la fille d’un lieutenant-gouverneur mexicain. Bowie dit que ces choses sont vraies. Lorsqu’il est accusé d’être déloyal envers les colons américains, Bowie, qui n’a utilisé son influence que récemment pour faire libérer William Travis, s’en va. Après son départ, Mike « the Bull » Radin, un Texan à la tête brûlée, défie Bowie dans un combat au couteau. Bowie gagne le combat et le respect de Mike.
De retour chez lui, Bowie est arrêté par des soldats mexicains et amené au général Santa Anna (contrairement à d’autres films dépeignant la guerre d’indépendance du Texas, Bowie et Santa Anna sont ici amis et se respectent). Bowie relate les préoccupations des Texans et remarque que Santa Anna a un complexe de Napoléon. Il conseille à Santa Anna de libérer les prisonniers politiques arrêtés et de ramener le Mexique aux termes de la Constitution mexicaine de 1824. Les deux hommes constatent leur désaccord, mais Santa Anna informe Bowie de la véritable raison pour laquelle ses soldats le lui ont amené : la femme et les enfants de Bowie sont morts d’une épidémie de choléra.
Bowie devient un gros buveur et un vagabond. Il finit par se ranger du côté des Texans lorsqu’il rencontre Stephen Austin qui lui dit que le pacifisme n’est plus une option. Après avoir mené une bande de combattants à cheval lors de la victoire contre les dragons mexicains lors de la bataille de Grass Fight, lui et ses hommes arrivent de Bexar à San Antonio où il reste avec ses hommes. Les esprits s’échauffent entre Travis et Bowie, tous deux colonels de l’armée du Texas. Mike suggère à la garnison d’Alamo de voter pour leur commandant, Bowie gagnant et Travis devenant son commandant en second. Le commandement s’attend à des renforts qui n’arrivent jamais. Lorsque le colonel Davy Crockett arrive, au lieu de ses 1000 hommes annoncés, Crockett n’a que 29 combattants.
Santa Anna assiège Alamo avec son armée. Pendant le siège, Santa Anna et Bowie se rencontrent une fois de plus sous drapeau blanc, chacun comprenant le point de vue de l’autre selon lequel les événements sont devenus incontrôlables. Bowie refuse de rendre Alamo ou de rester à l’écart de la bataille en tant que prisonnier de Santa Anna. Bien que Santa Anna permette aux femmes et aux enfants de partir en paix, la femme du capitaine Dickinson et Consuelo de Quesada, qui aime Bowie, refusent de quitter le fort.
Plus tard, Bowie est gravement blessé en s’emparant d’un canon mexicain pour le ramener à Alamo. Sa santé déclinante conduit Bowie à accorder le plein commandement à Travis. À présent, les deux en sont venus à se respecter l’un l’autre. L'assaut final est donné, Bowie, Travis et Crockett trouvent la mort après une résistance héroïque.

## Fiche technique
- Titre : Quand le clairon sonnera
- Titre original : The Last Command
- Réalisation : Frank Lloyd, assisté de William Witney (non crédité)
- Scénario : Warren Duff, d'après l'histoire de Sy Bartlett
- Chefs opérateurs : Jack A. Marta  (Trucolor) et Ellis W. Carter (seconde équipe)
- Musique : Max Steiner
- Direction artistique : Frank Arrigo
- Décors : John McCarthy Jr., George Milo
- Costumes : Adele Palmer
- Production : Frank Lloyd
- Durée : 110 minutes
- Date de sortie :
  - États-Unis : 3 août 1955
- Affiche : Constantin Belinsky (France)

## Distribution
- Sterling Hayden (VF : Raymond Loyer) : Jim Bowie
- Richard Carlson (VF : Gabriel Cattand) : William B. Travis
- Arthur Hunnicutt (VF : Maurice Porterat) : Davy Crockett
- Ernest Borgnine (VF : Jean-François Laley) : Mike Radin
- J. Carrol Naish (VF : Claude Péran) : le général Santa Anna
- Anna Maria Alberghetti (VF : Gilberte Aubry) : Consuelo de Quesada
- Eduard Franz (VF : Abel Jacquin) : Lorenzo de Quesada
- Ben Cooper : Jeb Lacey
- Jim Davis (VF : Jacques Beauchey) : Ben Evans
- John Russell : le lieutenant Dickinson
- Virginia Grey (VF : Hélène Tossy) : Mme Dickinson
- Otto Kruger : Stephen F. Austin
- Russell Simpson (VF : Henry Valbel) : le pasteur
- Roy Roberts : Dr Summerfield
- Slim Pickens : Abe
- Hugh Sanders (VF : Pierre Morin) : Sam Houston
- Morris Ankrum (VF : Serge Nadaud) : le gouverneur militaire Juan Bradburn (en)
- Argentina Brunetti : Maria

Acteurs non crédités :
- Rico Alaniz : Tomas
- Robert Burton (VF : Pierre Morin) : l'homme d'affaires attablé au bar
- Harry Woods : le texan furieux attablé au bar
- Pepe Hern : le fils de Seguin
- Alex Montoya : le colonel mexicain
- Abel Fernandez

## Autour du film
- Il s'agit du dernier film réalisé par Frank Lloyd qui mourut cinq ans plus tard.